# Efeito quelato

Os compostos complexos, ou compostos de coordenação, podem apresentar diferentes números de ligantes, denominados números de coordenação (NC), teoria proposta pelo químico suíço Alfred Werner (1866 – 1919). Assim, se tratando da nomenclatura, Werner assume o sufixo dentado ao se tratar das ligações realizadas com o átomo metálico.

Dentre os compostos complexos, é possível detectar alguns tipos de coordenação, obtendo, também os valores para o Número de Coordenação entre 1 e 6. São classificados como monodentados (NC = 1), bidentados (NC = 2) e polidentados (NC = 3, 4, 5 ou 6).

Existem compostos bidentados ou polidentados que podem apresentar o chamado efeito quelato. O efeito quelato ocorre quando um ligante se coordena por mais de um par de elétrons sigma, sendo este de átomos diferentes, porém, do mesmo ligante, como por exemplo, o íon dietilenodiamina (en).

## Usos dos compostos quelantes
Além disso, os compostos quelantes, que são aquele que provocam o efeito quelato, são muito usados na área industrial, farmacêutica e biológica. Um exemplo de composto quelante muito utilizado, é o ácido etilenodiamino tetra-acético, conhecido como EDTA (do inglês: Ethylenediamine tetraacetic acid). Este composto é usado na fabricação de descolorantes, desodorantes, pães, entre outros produtos comuns no cotidiano. É também muito utilizado em ramos de pesquisa de microscopia eletrônica, para o contraste de DNA e RNA, e nas sínteses de fármacos, pois possui propriedade de inibir a ação de enzimas bactericidas. 